# ГАЗ-24-24
ГАЗ-24-24 «Волга» — советский автомобиль среднего класса производства Горьковского автомобильного завода. Выпускался для нужд КГБ с 1973 по 1988 год на базе обычного седана ГАЗ-24, позже был заменён аналогом ГАЗ-24-34 на базе ГАЗ-24-10.
Автомобиль представлял собой доработанный стандартный кузов ГАЗ-24, при этом была усилена подвеска и приняты другие соответствующие меры: гидроусилитель рулевого управления, автоматическая трёхступенчатая трансмиссия, а главное - V-образный восьмицилиндровый двигатель ЗМЗ-24-24 (доработанный вариант ГАЗ-13) с одним четырёхкамерным карбюратором. ЗМЗ-24-24 имел рабочий объём 5530 см³ и мощность 195 л.с. (143 кВт) c крутящим моментом 420 Н*м. Максимальная развиваемая скорость - 185 км/ч. Машины оснащались оборудованием для наблюдения, системой связи «Кавказ» и рядом других компонентов, необходимых для деятельности спецслужб. 
Существенным недостатком моделей ГАЗ-24-24 и 24-34 являлась тормозная система, без каких-либо изменений унаследованная от базовой модели: ресурс тормозных механизмов не превышал двух тысяч километров при активной эксплуатации на высоких скоростях. 
ГАЗ-24-24 обыкновенного внешнего вида, известные как «догонялки», использовались для негласного наблюдения за иностранными машинами сотрудников посольств, а аналогичные ГАЗ-24-25 «Дубль» чёрного цвета — для сопровождения кортежей скоростных лимузинов партийных верхов.